# Dorothy Spencer
Dorothy Spencer est une monteuse américaine, née le 3 février 1909 à Covington (Kentucky), morte le 23 mai 2002  à Encinitas (Californie).

## Biographie
Dorothy Spencer est monteuse de plus de septante films américains entre 1929 et 1979, collaborant notamment avec John Ford, Henry Hathaway, Ernst Lubitsch, Joseph L. Mankiewicz ou Mark Robson.

## Filmographie partielle
- 1929 : Made in Hollywood de Marcel Silver
- 1934 : La Soirée de Miss Stanhope (Coming Out Party) de John G. Blystone
- 1937 : Monsieur Dood part pour Hollywood (Stand-In) de Tay Garnett
- 1937 : Vogues 1938 d'Irving Cummings
- 1938 : Blockade de William Dieterle
- 1938 : La Femme aux cigarettes blondes (Trade Winds) de Tay Garnett
- 1939 : Divorcé malgré lui (Eternally Yours) de Tay Garnett
- 1939 : La Chevauchée fantastique (Stagecoach) de John Ford
- 1939 : Reine d'un jour (Winter Carnival) de Charles Reisner
- 1940 : Correspondant 17 (Foreign Correspondent) d'Alfred Hitchcock
- 1940 : Destin dans la nuit (The House across the Bay) d'Archie Mayo
- 1940 : Le Poignard mystérieux (Slightly Honorable) de Tay Garnett
- 1941 : Crépuscule (Sundown) de Henry Hathaway
- 1942 : To Be or Not to Be de Ernst Lubitsch
- 1943 : Le ciel peut attendre (Heaven can wait) d'Ernst Lubitsch
- 1944 : Lifeboat d'Alfred Hitchcock
- 1944 : Le Roi du swing (Sweet and Low-Down) d'Archie Mayo
- 1945 : Scandale à la cour (A Royal Scandal) d'Otto Preminger
- 1945 : Le Lys de Brooklyn (A Tree grows in Brooklyn) d'Elia Kazan
- 1946 : La Folle ingénue (Cluny Brown) d'Ernst Lubitsch
- 1946 : Le Château du dragon (Dragonwyck) de Joseph L. Mankiewicz
- 1946 : La Poursuite infernale (My Darling Clementine) de John Ford
- 1947 : L'Aventure de madame Muir (The Ghost and Mrs. Muir) de Joseph L. Mankiewicz
- 1948 : La Fosse aux serpents (The Snake Pit) d'Anatole Litvak
- 1948 : La Dame au manteau d'hermine (That Lady in Ermine) d'Ernst Lubitsch et Otto Preminger
- 1949 : Les Marins de l'Orgueilleux (Down to the Sea in Ships) de Henry Hathaway
- 1949 : Faux Jeu de Lloyd Bacon
- 1950 : Captives à Bornéo (Three came Home) de Jean Negulesco
- 1950 : La Belle de Paris (Under my Skin) de Jean Negulesco
- 1951 : Le Traître (Decision Before Dawn) d'Anatole Litvak
- 1951 : 14 heures (Fourteen Hours) de Henry Hathaway
- 1952 : Lydia Bailey de Jean Negulesco
- 1952 : What Price Glory de John Ford
- 1953 : Man on a Tightrope d'Elia Kazan
- 1953 : Les Plus Grandes Vedettes du monde (Tonight we sing) de Mitchell Leisen
- 1953 : Le crime était signé (Vicki) d'Harry Horner
- 1954 : La Veuve noire (Black Widow) de Nunnally Johnson
- 1954 : Les Gladiateurs (Demetrius and the Gladiators) de Delmer Daves
- 1954 : Les Gens de la nuit (Night People) de Nunnally Johnson
- 1955 : La Main gauche du Seigneur (The Left Hand of God) d'Edward Dmytryk
- 1955 : Prince of Players de Philip Dunne
- 1955 : La Mousson (The Rains of Ranchipur) de Jean Negulesco
- 1955 : Le Rendez-vous de Hong Kong (Soldier of Fortune) d'Edward Dmytryk
- 1956 : Les Rois du jazz (The Best Things in Life are Free) de Michael Curtiz
- 1956 : L'Homme au complet gris (The Man in the Grey Flannel Suit) de Nunnally Johnson
- 1957 : Une poignée de neige (A Hatful of Rain) de Fred Zinnemann
- 1958 : Le Bal des maudits (The Young Lions) d'Edward Dmytryk
- 1959 : Le Voyage (The Journey) d'Anatole Litvak
- 1959 : Les Déchaînés (A Private Affair) de Raoul Walsh
- 1960 : Du haut de la terrasse (From The Terrace) de Mark Robson
- 1960 : Le Grand Sam (North To Alaska) de Henry Hathaway
- 1960 : Les Sept Voleurs (Seven Thieves) de Henry Hathaway
- 1961 : Amour sauvage (Wild in the Country) de Philip Dunne
- 1963 : Cléopâtre (Cleopatra) de Joseph L. Mankiewicz
- 1964 : Le Plus Grand Cirque du monde (Circus World) de Henry Hathaway
- 1965 : L'Express du colonel Von Ryan (Von Ryan's Express) de Mark Robson
- 1966 : Les Centurions (Lost Command) de Mark Robson
- 1967 : Petit guide pour mari volage (A Guide for the Married Man) de Gene Kelly
- 1967 : La Vallée des poupées (Valley of the Dolls) de Mark Robson
- 1969 : La Boîte à chat (Daddy's Gone A-Hunting) de Mark Robson
- 1971 : Happy Birthday, Wanda June de Mark Robson
- 1972 : Limbo de Mark Robson
- 1974 : Tremblement de terre (Earthquake) de Mark Robson
- 1979 : Airport 80 Concorde (The Concorde: Airport '79) de David Lowell Rich